# Hampus Widlund
Hampus Widlund, född 12 februari 1993 i Växjö, är en svensk häcklöpare. Han tävlar för IFK Växjö framför allt på de båda häcksträckorna, 110 meter och 400 meter. 

## Karriär
Hampus Widlund tog sin första SM-medalj för seniorer år 2015, då han kom tvåa på 400 meter häck med nytt personbästa 51,75. Samma år, 2015, tog han även två guld vid junior-SM på 400 meter häck och 110 meter häck.
Efter att genomlidit några skadedrabbade säsonger gjorde Widlund comeback under säsongen 2018. Detta resulterade i ett brons i SM 2018 på 110 meter häck och ett silver på 400 meter häck med nytt personbästa 51,07.  På Finnkampen 2018 representerade han Sverige på bägge häcksträckorna samt i stafett 4 x 400 meter. På distansen 110 meter häck slog han sitt gamla personbästa med tiden 14,26.
Efter att ha tillbringat stora delar av vintersäsongen 2018/2019 på träningsläger utomlands kunde Hampus Widlund göra årsdebut på 400 meter häck med personbästa på 51,04. Det nya personbästa var även ett nytt smålandsrekord.
Efter att ha varit skadad under en längre tid gjorde Hampus comeback i inomhus SM 2025 på hemmaplan i Växjö. Där lyckades han sätta nytt personbästa och vinna guldet på 60 meter häck. 

## Övrigt
Med sina resultat på 110 meter häck och 400 meter häck år 2018 blev han inofficiellt snabbast i Sverige på 510 meter häck. Med segern på 60 meter häck vid inomhus-SM går han numera under smeknamnet 570. 
Under 2018 blev Hampus Widlund nominerad till årets vardagshjälte på QX-galan 2019

## Personliga rekord
| Utomhus - 100 meter – 11,15 (Vellinge, Sverige 26 augusti 2011) - 200 meter – 21,90 (Växjö, Sverige 21 augusti 2018) - 400 meter – 48,75 (Malmö, Sverige 26 juni 2019) - 800 meter – 2:16,84 (Borås, Sverige 5 juli 2014) - 110 meter häck – 13,81 (Sundsvall, Sverige 28 juli 2019) - 400 meter häck – 50,44 (Sollentuna, Sverige 18 juni 2019) - Längdhopp – 6,56 (Stockholm, Sverige 31 juli 2011) - Tresteg – 12,88 (Göteborg, Sverige 29 maj 2011) | Inomhus - 60 meter – 7,25 (Malmö, Sverige 28 januari 2012) - 200 meter – 22,10 (Växjö, Sverige 17 januari 2020) - 400 meter – 48,37 (Växjö, Sverige 23 februari 2020) - 400 meter – 49,99 (Växjö, Sverige 3 februari 2018) - 60 meter häck – 7,89 (Växjö, Sverige 23 februari 2025) |

### Fotnoter
1. 1 2 3  ”Stora SM 2018”. http://www.trackandfield.se/resultat/2018/180824.htm. Läst 5 september 2018.
2. 1 2  ”Friidrotts-SM 2019 Karlstad”. Arkiverad från originalet den 2 september 2019. https://web.archive.org/web/20190902083413/http://212.247.216.72/friidrott/sm19/result_t.php. Läst 17 september 2019.
3. ↑  ”Stora SM 2015, dag 3”. trackandfield.se. http://www.trackandfield.se/resultat/2015/150809.htm. Läst 31 oktober 2015.
4. ↑  ”Resultat: Friidrotts-SM, Karlstad 31.7‐3.8.25”. friidrottsstatistik.se. https://www.friidrottsstatistik.se/resultsswe.php?CID=13110713&Season=2025. Läst 1 augusti 2025.
5. ↑  ”ISM 2020 Växjö 22-23 februari”. telekonsultarena.se. https://telekonsultarena.se/resultat/ISM20/Resultat.php. Läst 29 februari 2020.
6. ↑  ”Resultat: ISM, Växjö 21‐23.2.25 Inne”. friidrottsstatistik.se. https://www.friidrottsstatistik.se/resultsswe.php?CID=13089546&Season=2025. Läst 25 februari 2025.
7. 1 2 3 4 5 6 7 8 9 10 11 12 13  ”Personsida hos IAAF” (på engelska). iaaf.org. https://www.iaaf.org/athletes/sweden/hampus-widlund-340443. Läst 2 oktober 2019.
8. ↑  ”SM-SILVER till Hampus”. IFK Växjö Friidrott. https://ifkvaxjo.myclub.se/site_node/1754/nyheter/sm-silver-till-hampus. Läst 13 maj 2017.
9. ↑  ”JSM dag 3”. IFK Växjö Friidrott. https://ifkvaxjo.myclub.se/site_node/1754/nyheter/jsm-dag-3. Läst 13 maj 2017.
10. ↑  ”Ruotsiottelu / Finnkampen 31.8-1.9.2018  - LIVE-results”. live.time4results.com. http://live.time4results.com/yu/2018/ruotsiottelu/21-1-sl.html. Läst 2 september 2018.
11. ↑  ”Ruotsiottelu / Finnkampen 31.8-1.9.2018  - LIVE-results”. live.time4results.com. http://live.time4results.com/yu/2018/ruotsiottelu/63-1-sl.html. Läst 2 september 2018.
12. ↑  ”Ruotsiottelu / Finnkampen 31.8-1.9.2018  - LIVE-results”. live.time4results.com. http://live.time4results.com/yu/2018/ruotsiottelu/13-1-sl.html. Läst 2 september 2018.
13. ↑  ”Ruotsiottelu / Finnkampen 31.8-1.9.2018 - LIVE-results”. live.time4results.com. http://live.time4results.com/yu/2018/ruotsiottelu/63-1-r.html. Läst 2 september 2018.
14. ↑  ”Nytt Smålandsrekord av Hampus”. IFK Växjö Friidrott. https://ifkvaxjo.myclub.se/site_node/1754/nyheter/nytt-smalandsrekord-av-hampus. Läst 31 maj 2019.
15. ↑  ”EasyRecord”. easyrecord.se. Arkiverad från originalet den 22 februari 2025. https://web.archive.org/web/20250222161455/https://easyrecord.se/result?NmhEyy#date_2025-02-23. Läst 24 februari 2025.
16. ↑  ”Hampus Widlund kan bli Årets vardagshjälte - P4 Kronoberg”. Sveriges Radio.se. https://sverigesradio.se/sida/artikel.aspx?programid=106&artikel=7117590. Läst 21 december 2018.
17. 1 2 3 4 5 6 7  ”Personsida på European Athletics' webbplats” (på engelska). european-athletics.org. https://www.european-athletics.org/athletes/group=w/athlete=144249-widlund-hampus/index.html. Läst 2 oktober 2019.